# Ягодники
Ягодники (Ягідник, Яґодники, пол. Jagodniki) — село в Польщі, у гміні Дубичі Церковні Гайнівського повіту Підляського воєводства. Населення — 168 осіб (2011).

## Історія
Засноване між 1566 та 1569 роками. У 1975—1998 роках село належало до Білостоцького воєводства.

## Демографія
Демографічна структура станом на 31 березня 2011 року:
|          | Загалом | Допрацездатний вік | Працездатний вік | Постпрацездатний вік |
| -------- | ------- | ------------------ | ---------------- | -------------------- |
| Чоловіки | 90      | 19                 | 49               | 22                   |
| Жінки    | 78      | 10                 | 36               | 32                   |
| Разом    | 168     | 29                 | 85               | 54                   |